# Potamotrygon schroederi
Potamotrygon schroederi is een vissensoort uit de familie van de zoetwaterroggen (Potamotrygonidae). De wetenschappelijke naam van de soort is voor het eerst geldig gepubliceerd in 1958 door Fernández-Yépez.